# Sciopetris melitensis
Sciopetris melitensis är en fjärilsart som beskrevs av Hans Rebel 1919. Sciopetris melitensis ingår i släktet Sciopetris och familjen säckspinnare. Inga underarter finns listade.